# 달렉
달렉(Dalek)은 영국의 최장수 SF드라마 닥터 후의 등장하는 외계인으로, 옥스포드 사전에도 적혀있으며 "Exterminate(말살하라)"라는 유행어를 만들어 냈다. 2005년 이후, 달렉은 새로운 닥터 후 시리즈가 국내에서 방영되면서, 국내에서도 많은 인기를 얻고 있는 캐릭터인데 후추통 같이 생긴 갑옷(플리카바이드) 속에 있는 낙지 모양의 외계인으로 고향행성은 스카로이다. 사이버맨과 더불어 닥터 후 시리즈 최대의 적이며, 1963년 12월 21일에 방영된 시즌 1 "The Daleks" 시리얼의 "The Dead Planet" 에피소드에서 처음 등장했다.

## 특성
이것은 본래 전쟁에서 적을 말살하기 위해 입력되었던 프로그램에 오류가 생긴 것이다. 달렉은 증오를 제외한 모든 감정을 삭제당한 채, 태어나서 죽을 때까지 플리카바이드 속에서 산다. 지능은 인간보다 월등히 뛰어나지만 오직 적을 죽이는 방법, 명령 수행을 위한 것만 생각한다.
플리카바이드는 달렉케이니움이라는 광물로 이루어져 있다. 플리카바이드에는 눈, 데스레이, 뇌파흡수기, 방어막 등이 있다. 플리카바이드의 눈은 달렉의 유일한 약점이며, 안 보이도록 감춘 것을 볼 수가 있다. 데스레이를 맞으면 적어도 지구의 생명체는 즉사한다. (전기의 성질을 띤 듯하다.) 달렉의 뇌파흡수기는 인간의 손의 역할을 한다. 기계들을 조작할 수 있으며, 암호도 풀 수 있고, 사람의 머리에서 뇌파를 스캔하여 정보를 빼올 수도 있다. 달렉의 방어막은 웬만한 무기는 접근시 녹여버리며, 한번 방어막에 닿은 무기는 무기적응을 해, 재사용시 통하지 않는다. 다만 눈을 정확히 명중시키면 시력을 잃고 무력화된다.
달렉은 영양소 공급이 필요하지 않은 것으로 보인다. 다만, 플리카바이드가 손상되었을 때는 전기를 이용하며, 총과 뇌파흡수기가 있는 부분의 네모난 금속들이 자체 발전기인 듯하다. 또한 달렉은 닥터후의 주인공 닥터의 종족인 타임로드들의 우주선인 타디스가 이동할 때 생기는 배경방사선을 연료로 이용할 수 있다. 이 기능은 시간 전쟁 당시 달렉들이 진화하여 생겼다.

## 시리즈 상의 역사

### 달렉의 탄생사
달렉은 스카로라는 행성에서 칼레드족과 탈족의 전쟁에서 생겼다. 칼레드 족의 과학자 데브로스가 칼레드족이 변이되고 있다는 것을 알고 연구를 통해 최종변이체로서 달렉을 만든다. 데브로스는 행성의 최고종족이라고 생각하는 칼레드를 자신이 생각하기에 더 낫게 변이시켰기 때문에 최상이라고 생각했다. 따라서 적인 탈족과 자신에 반대하는 칼레드들을 말살하기 위해 달렉을 제외한 종족을 말살하도록 프로그램을 입력하였고 이 때문에 달렉은 달렉 이외의 모든 종족을 말살하려 하게 된다. 후에 달렉들이 우주로 진출하고 타임머신을 발명하면서, 달렉의 적은 우주의 모든 종족으로 확대된다.
닥터와는 닥터가 스카로에 도착했을 때 처음 만났으며, 수 차례 지구와 다른 행성 침공을 시도하지만 닥터와 만날 때는 모두 저지당한다. 때로는 닥터에 의해 모두 죽기도 하지만 결국 조금씩 살아남아 불어난다.

### 달렉의 재등장
()사이의 제목은 KBS 방영 제목
- 시즌1의 "Dalek(우주악당, 달렉)"에서 달렉은 2012년에 한 마리 살아있었고, "Bad Wolf(게임의 끝)"에서는 200100년에서 달렉황제가 살아남아 아주 나쁜 인간 한 명과 유전자를 섞어 다시 달렉들을 다시 만들었다고 밝혀진다. "The Parting of the Ways(이별)"에서, 달렉황제와 다른 달렉들은 닥터의 동행자인 로즈가 흡수한 시간의 소용돌이에 휘말려 모두 죽게 된다.

- 시즌2의 "Doomsday(최후심판의 날)"에서는, 시즌1의 달렉황제가 시간전쟁 당시 타임로드들에 의해 평행우주 사이의 공간인 '보이드'에 버려진 달렉들을 찾아오도록 시켰다는, 자체적인 생각을 할 수 있는 '스카로 교단'이 등장해 보이드를 지나갈수있는 '보이드우주선'을 타고 달렉들이 지구를 침공하지만, 닥터가 '보이드'를 열어, '보이드' 물질이 묻은 달렉들은 다시 빨려들어간다. 하지만 스카로교단은 '긴급 시간이동'을 통해 어딘가로 사라진다.

- 시즌3의 "Daleks in Manhattan(맨하탄의 달렉)","Evolution of the Daleks(달렉의 진화)"에선, 1930년 뉴욕 맨하탄에서 '스카로교단'은 달렉의 개체를 늘리기 위해 인간의 유전자와 합성을 하려 하지만, 리더인 '달렉 섹'이 실험에 참가해 인간과 하나가 되자, 인간의 감정을 갖게 되어, 닥터의 도움을 받아 달렉이 된 인간들과 다른 행성에 정착하고자 했다. 그러자 다른 달렉들이 반란을 일으켜 사람들이 100% 달렉이 될 뻔 했으나 닥터의 DNA가 합쳐졌고, 이로 인해 전투가 벌어져 '달렉 섹','달렉 세이','달렉 자스트'가 죽고, '달렉 칸' 혼자서 '긴급 시간이동'으로 사라진다.

- 시즌4의 "The Stolen Earth"(지구가 도난 당한 날)와 "Journey's End"(여행의 끝)에선, 시즌3에서 도망친 '달렉 칸'이 잠긴 시간, 시간전쟁 당시에 도착해, 달렉을 만든 데브로스를 데리고 시간공간을 뚫고 거의 사망에 이른다. 하지만 데브로스가 자신의 세포로 달렉들을 다시 만들고, 행성들을 '메두사 폭포'너머로 이동시켜 '진실의 폭탄'으로 우주의 모든 생명체들을 죽이려 하지만, 반 타임로드가 된 닥터의 동료 '도나'에 의해 저지되고, '달렉 칸'의 달렉들을 없애려는 계획에 의해 '달렉 칸'과 거의 모든 달렉이 죽는다.

- 시즌5 의 "Victory of the Dalek(달렉의 승리)" 에선 크루시블에서 살아남은 달렉들이 달렉 DNA 생성기를 찾아냈으나, 달렉으로 인식되지 않아 닥터를 통해 달렉임을 밝히려고 영국군을 돕는 척하다 닥터를 만나 증언을 획보 새로운 순수 달렉을 만들게 된다. 그리고 새 달렉이 잡종 달렉들을 모두 죽인다. 그리고 지구를 없애려고 하였으나, 실패하고 새 달렉들은 다른 시간으로 사라진다. "The Pandorica Opens"에선, 새 달렉들은 타디스가 폭발해 우주가 멸망한다는 것을 알게 되고, 이것의 주범이 닥터라고 생각해 다른 생물체들(사이버맨등등)과 '연합'해 닥터를 서기 102년 영국 스톤헨지 아래의 판도리카에 가두지만, 타디스 폭발은 그대로 일어났고 달렉은 존재 자체가 사라지지만 "The Big Bang"에서 판도리카에 의해 달렉들이 살아나는 것을 본 닥터가 판도리카를 타디스에 겹쳐 우주를 되살리므로서 살아난 듯 하다.

- 시즌 7의 "Asylum of the Daleks"(달렉의 강제 수용소)에선 로리와 에이미 그리고 닥터는 달렉에게 잡히게 된다. 그리고 달렉 수용소로 가게 된다. 그곳에서 오스윈을 만나게 되었다. 그러나 오스윈은 인간이었지만 달렉에게 잡혀 강제로 달렉으로 개조되어 있었다. 달렉 수용소는 닥터에 의해 파괴 당한다.

- 2013년 크리스마스 스페셜 "The Time of The Doctor"에서 닥터의 무덤이었던 트렌자로어 행성의 크리스 마스 마을에서 300년 동안 머물다 달렉들이 그곳을 쳐들어 간다. 그후 몇 백년 동안 달렉들은 닥터를 찾아 트렌자로어 인들을 죽이게 되고 그는 나타 나게 된다. 하지만 이미 닥터가 재생성 못하는 것을 안 달렉은 닥터를 죽이러 하지만, 타임로드들이 재생성을 리셋시켜 주는 빛을 주게 되면서 재생성 불꽃이 튀어 나와 그곳에 있던 달렉들은 죽게 된다.

- 시즌 9-1화 "The Magician's Apprentice" (마법사와 제자), 시즌 9-2화The Witch's Familiar(마녀의 꼭두각시)

마법사의 제자에선 데브로스가 닥터를 스카론 행성으로 부르고 클라라와 미시를 광선 총을 쏘게 된다. 닥터와 데브로스에 관한 과거 얘기를 하고, 죽어가던 데브로스를 살렸지만 타임로드와 달렉의 혼종이 생긴다고 선포한다. 그러나 하수구 있던 달렉쓰레기들이 화나며 스칼론 행성을 무너 뜨려고하자 닥터가 데브로스를 죽게 내버려 두지만 클라라가 달렉에게도 자비가 있다면서 데브로스의 손지뢰를 제거 살려 주었다.
- 닥터후 뉴시리즈에는 올드닥터 이후 공백기간 동안, 시간전쟁이 일어나서 타임로드와 달렉은 닥터의 의해 거의 죽는다는 설정이었으나, 50주년 스페셜에서 닥터가 시간동결을 시켜 닥터이외의 타임로드가 다른 우주로 가게 되고, 거기 있던 달렉들은 타임로드에게 거의 죽었다는 설정이 있다.

## 닥터후에서의 등장

### 올드 닥터(시리즈 별)
[ ]는 참고용 한글 제목
- The Daleks [달렉] 1963.
- The Dalek Invasion of Earth [달렉의 지구 침공] 1964
- The Chase [추격] 1965
- The Daleks' Master Plan [달렉의 마스터플랜] 1965
- The Power of the Daleks [달렉의 힘] 1966
- The Evil of the Daleks [달렉의 사악함] 1967
- Day of the Daleks [달렉의 날] 1972
- Frontier in Space [우주의 국경] 1973
- Planet of Daleks [달렉의 행성] 1973
- Death to the Daleks [달렉의 죽음] 1974
- Genesis of the Daleks [달렉의 창조주] 1975
- Destiny of the Daleks [달렉의 운명] 1979
- The Five Doctors [다섯 닥터] (잠깐 등장) 1983
- Resurrection of the Daleks [달렉의 부활] 1984
- Revelation of the Daleks [달렉의 계시] 1985
- Remembrance of the Daleks [달렉의 기억] 1988

닥터후 올드시즌에서 1963년도에 첫 등장한 이후 1988년도에 마지막으로 나오기까지 약 25년 동안 여러 시리즈에 걸쳐서 등장하는데 올드시즌에서의 첫 등장 시리즈가 "The Daleks"이고 뉴시리즈에서의 첫 등장 에피소드가 "The Dalek"인 점은 흥미로운 부분이다.

### 뉴닥터(에피소드 별)
( )는 KBS 방영 제목
- Dalek (우주악당 달렉) 1-6
- Bad Wolf (게임의 끝) 1-12
- The Parting of the Ways (이별) 1-13
- Army of Ghosts (유령의 군대) 2-12
- Doomsday (최후 심판의 날) 2-13
- Daleks in Mahattan (맨하탄의 달렉) 3-4
- Evolution of Daleks (달렉의 진화) 3-5
- The Stolen Earth (지구가 도난당한 날)4-12
- Journey's End (여행의 끝)4-13
- The Waters of Mars (화성의 물) 회상에서, 공백기 11월 특집
- Victory of the Dalek (처칠을 속인 달렉) 5-3
- The Pandorica Opens (판도리카의 개방) 5-12
- Big Bang (빅뱅) 5-13
- Asylum of the Daleks (달렉의 강제 수용소) 7-1
- The Day of the Doctor (닥터의 날) 50주년 스페셜[시간 전쟁의 달렉]
- The Time of The Doctor (닥터의 시간) 2013 크리스마스 스페셜
- Into the Dalek (달렉 속으로) 8-2
- The Magician's Apprentice (마법사와제자) 9-1
- The Witch's Familiar (마녀의 꼭두각시) 9-2
- The Pilot (파일럿) 10-1

닥터후 뉴시리즈에서의 첫등장 에피소드는 "Dalek"(우주악당 달렉)이며 이후 시즌 4에서 거의 모두 말살되었지만 최근에 시즌 5, 7, 8, 9에서 달렉 관련 에피소드가 나온 것으로 보아 모든 달렉들이 멸절되어 사라진 것은 아닌 것으로 보인다.
The wedding of River Song(리버 송의 결혼식) 6-13에서도 나왔으나 닥터에게 당하고 사일런스의 정보를 빼앗기는 짧은 역할이라 포함하지 않음.